# الحويرة
الحويرة هي قرية مغربية تقع على الساحل الأطلسي جنوب مدينة الدار البيضاء بحوالي 50 كيلومتر و تتميز بغابات الصنوبر و الكاليبتوس المحاذية للشاطئ و غابات أخرى بشرق القرية ممتدة إلى غاية بلدة البير الجديد . الاسم الرسمي للقرية هو المهارزة الساحل و قد انشئت بها خلال السنوات الأخيرة عدة اقامات سياحية 